# Frank Hereford
Frank Hereford (Warrenton, 1825. július 4. – Union, 1891. december 21.) az Amerikai Egyesült Államok szenátora (Nyugat-Virginia, 1877–1881).